# Cory Gunz
Peter Pankey, Jr. (nascido em 22 de junho de 1987) é um rapper, mais conhecido pelo seu nome artístico Cory Gunz, e o filho do rapper Peter Gunz e primo do também rapper Junior. Gunz é atualmente assinou contrato com a Young Money Entertainment, Cash Money Records, depois que o Platinum Records e Universal Motown. Ele é um nativo do Bronx. Ele foi o primeiro assinado por Tommy Mottola a Casablanca Records e Def Jam Recordings.
Jay-Z apresentou o Cory Gunz para a gravadora The Island Def Jam Music Group. Ele foi destaque em um remix de Rihanna "If It's Lovin' that You Want". Ele também contribuiu com um verso para a versão original do "A Milli" de Lil' Wayne. No início de 2010 Cory Gunz fechou um acordo com Young Money Entertainment, After Platinum Records e Universal Motown. Ele é caracterizado Lil' Wayne em uma single "6 Foot 7 Foot".
Cory Gunz também é a estrela de "Son of A Gun" da MTV (Um Reality Show) que segue Cory depois que ele assinou por Young Money. Ele também possui Nick Cannon e Peter Gunz.

## Discografia

### Álbuns de estúdio
- Life of Gunz (2013)

### Mixtapes
- The Apprentice Mixtape Vol 1
- The Apprentice Mixtape Vol 2
- The Apprentice 3 – Season Finale
- The Militia: The Call Of Duty
- The Best Kept Secret (2008)
- Youngest in Charge (com Square Off) (2009)
- Gangsta Grillz: Heir to the Throne (com DJ Drama) (2009)
- Son of a Gun: The Mixtape (2011)

### Colaborativo singles
- "Push It" (com Emina Jahović) (2008)
- "Spit Crack Music" (com Black Kent) (2010)

### Participação de singles
- "If It's Lovin' That You Want Part 2" (Rihanna feat. Cory Gunz) (2006) - Do álbum A Girl like Me
- "6 Foot 7 Foot" (Lil' Wayne feat. Cory Gunz) (2010)
- "A Million Lights" (DJ Khaled feat. Tyga, Cory Gunz, Mack Maine, Jae Millz & Kevin Rudolf) (2011)